# جيمس فان هورن
جيمس فان هورن (بالإنجليزية: James C. Van Horne)‏ هو اقتصادي أمريكي، ولد في 1935.

## وصلات خارجية
- جيمس فان هورن على موقع إن إن دي بي (الإنجليزية)